# Klauw van de Zilverhavik
Klauw van de Zilverhavik is het eerste deel van het Conclaaf der Schaduwen en maakt deel uit van De Saga van de Oorlog van de Grote Scheuring, geschreven door Raymond E. Feist.
Dit boek gaat over de jongen Klauw die als enige overblijft van zijn familie nadat die compleet zijn uitgemoord samen met de rest van hun volk.
Klauw wordt gered maar heeft bij zijn redder nu een levensschuld die hij moet inlossen iets wat niet al te makkelijk zal blijken te zijn.
De oorspronkelijke titel van dit boek is Talon of the Silver Hawk en werd uitgegeven in 2003.